# セミナリヨ
セミナリヨ（ポルトガル語: seminário）は、歴史用語で、イエズス会によって日本に設置され、1580年から1614年の間に存在したイエズス会司祭・修道士育成のための初等教育機関（小神学校）のこと。

## 歴史的経緯
1579年、イエズス会の巡察師アレッサンドロ・ヴァリニャーノ神父は、日本における布教の状況を視察すべく来日した。当時、日本における布教の責任者であったフランシスコ・カブラル神父は、日本人に対する偏見が強く、日本人司祭・修道士の育成を全く行っていなかった。その状況に驚いたヴァリニャーノは、すぐさまこれを改善するよう命令した。ヴァリニャーノは、日本人の司祭・修道士を育成することが日本布教の成功の鍵を握るとみていた。
こうして作られた教育機関がセミナリヨ（初等教育）とコレジオ（高等教育）、およびノビチアート（イエズス会員養成）であった。
セミナリヨを設置するための場所選びが始まった。京都に建てることも考えたが、京都では仏教僧などの反対者も多く安全性が危ぶまれた。そこで織田信長の元を訪れ、新都市安土（現・滋賀県近江八幡市安土町）に土地を願った。すぐさま城の隣のよい土地が与えられ、信長のお墨付きを得たことで、安全も保障された。信長の協力が得られた理由は、信長は仏教僧達を心よく思っていなかったため、対抗手段としてキリスト教を保護していたからである。こうして1580年に完成したのが安土のセミナリヨであった。同じ時期、九州地区でも長崎の有馬（現・長崎県南島原市）に同じようにセミナリヨがつくられた。
安土のセミナリヨは純和風建築三階建てで、客をもてなすための茶室が付属していた。信長は屋根の瓦に安土城と同じ青い瓦を使うよう命じ、イエズス会員たちはこれに感謝した。責任者となったニェッキ・ソルディ・オルガンティノ神父は入学者を集めるため、高山右近に依頼。彼はキリシタンである家臣の子弟8人を安土に送った。オルガンティノ神父がセミナリヨの目的について説明し希望者を募ると、彼らはそれに応えて入学を願った。その中には、後に長崎で殉教するパウロ三木や、元和の大殉教で死んだアントニオ三箇がいた。
安土では30人ほどの学生が住み込みで学んでいたが、本能寺の変の後で安土城と市街が焼けると、脱出せざるをえなくなった。その後、高槻に移転したが、1587年の豊臣秀吉の禁教令によって九州移転を余儀なくされた。セミナリヨは長崎、有馬、加津佐、天草などを転々としたが、1614年の徳川家康の禁教令によって閉鎖された。生徒たちのある者は潜伏し、ある者は勉学を続けるためにマカオやマニラへ逃れた。
セミナリヨで学び、後にイエズス会員となった多くの者も、厳しい迫害の中で殉教や国外追放という運命を辿った。

## 教育内容
当時のヨーロッパは人文主義と古典復興が盛んであった。セミナリヨでの教育内容も古典教育に力が入れられていた。それはラテン語の古典と日本の古典を学ぶことである。ラテン語は当時のカトリック教会の公用語であり、学問のための言葉であったので必ず学ぶ必要があった。カブラルは日本人にはラテン語習得は無理だと考えていたが、ルイス・フロイスはセミナリヨの生徒のラテン語習得が速いと驚いている。イエズス会員たちは生徒が日本で宣教する宣教師になるため、日本文学を学ぶことが必須と考え、平家物語などをテキストに古典を学ばせた。
また、それまでの日本の教育にはなかったものとして音楽と体育が重視された。音楽はフルート、クラヴォ（チェンバロ）、オルガンなどの器楽、およびグレゴリオ聖歌や多声聖歌などの練習が行われた。体力を培う体育も重視され、夏は水泳がおこなわれ、週末には生徒全員が弁当を持って郊外にピクニックに出かけていた。
復活祭やクリスマスには文化祭が行われ、生徒が劇や歌、ラテン語の演説などを披露した。
セミナリヨで行われていた教育は、近代教育の先取りともいえるものであった。明治以降、日本がとりいれたヨーロッパ式の教育システムはキリスト教の学校システムから発生したものであったので、このセミナリヨもまた近代日本の教育の原点といえるかもしれない。